# Talpa (ciutat antiga)
|  | Per a altres significats, vegeu «Talpa». |

Talpa era una ciutat del principat de Tegarama.
Quan els hurrites van atacar la ciutat de Kinza, Subiluliuma I, que segurament era encara príncep hereu, va marxar contra ells. Quan va arribar al territori de Tegarama va revisar i organitzar les seves tropes a la ciutat de Talpa i es va dirigir contra la ciutat de Karkemish, en la seva tercera campanya de Síria sobre l'any 1330 aC. Des de Talpa va enviar els seus fills Arnuwandas i Zita cap a l'interior del territori hurrita.